# Bitwa morska pod Kataną
Bitwa morska pod Kataną (Katanią) – starcie zbrojne, które miało miejsce w roku 397 p.n.e. w trakcie wojny Syrakuz z Kartaginą. 
Po zburzeniu Messany Himilkon wyruszył w kierunku Syrakuz, jednak desant na wybrzeże uniemożliwiła Kartagińczykom erupcja wulkanu Etna. W związku z tym Himilkon popłynął w kierunku zachodnim, nakazując swojemu admirałowi Magonowi kierować się wzdłuż wybrzeża w kierunku pobliskiej Katany (Katania). Magon dysponował siłami 500 jednostek, z czego 300 stanowiły statki transportowe i handlowe. W tej sytuacji przed Dionizjosem otworzyła się szansa pobicia floty kartagińskiej. Władca Syrakuz nakazał swojemu bratu Leptinesowi atak na siły Magona. Równocześnie na lądzie ustawił swoją piechotę, która miała atakować lądujące okręty kartagińskie. Leptines na czele zaledwie 30 okrętów wysforował się na czoło floty, wbijając się głęboko w szyk kartagiński. Tu został jednak otoczony a następnie zmuszony do ucieczki. Kartagińczycy podjęli pościg atakując pozostałe okręty Leptinesa, które zostały rozproszone. Straty Syrakuzańczyków wyniosły 100 zatopionych jednostek i 20 000 ludzi.

## Literatura
- Grzegorz Lach: Wyprawa sycylijska 415–413 p.n.e., Wyd. Bellona, Warszawa 2007.